# Zonaria spadicea
Zonaria spadicea är en snäckart som först beskrevs av William Swainson 1823.  Zonaria spadicea ingår i släktet Zonaria och familjen Cypraeidae. Inga underarter finns listade i Catalogue of Life.